# Kazuma Tomoto
Kazuma Tomoto (en japonés: 戸本一真, Tomoto Kazuma; 5 de junio de 1983) es un jinete japonés que compite en la modalidad de concurso completo.
Participó en dos Juegos Olímpicos de Verano, obteniendo una medalla de bronce en París 2024, en la prueba por equipos (junto con Toshiyuki Tanaka y Yoshiaki Oiwa), y el cuarto lugar en Tokio 2020 en la prueba individual.

## Palmarés internacional
| Juegos Olímpicos | Juegos Olímpicos | Juegos Olímpicos  | Juegos Olímpicos |
| Año              | Lugar            | Medalla           | Categoría        |
| ---------------- | ---------------- | ----------------- | ---------------- |
| 2024             | París (Francia)  | Medalla de bronce | Por equipos      |